# Садки (пруд)
Садки́ — пруд на юго-востоке Москвы, около станции метро «Текстильщики» и Люблинской улицы. Является русловым прудом реки Коломенки. Изначально овальная запруда. Площадь пруда 3 га, средняя глубина 2,5 м. На 300 м вытянут примерно в западном направлении и повторяет слабый поворот реки. В западной части расширяется до 125 м. Пруд Садки расположен на территории спорткомплекса «Москвич» (АЗЛК). Название типично для прудов, устроенных для разведения рыбы: от садить, сажать, ср. рус. диал. сажать рыбу — «держать её в сажалке, оберегая, или пускать в пруд, для приплоду».

## История
Пруд Садки первый раз упоминается в летописях XII века, как часть каскада на реке Коломенке, притоке Нищенки. В XVII веке территория является владением священников Успенского собора Московского Кремля. В это же время устраивается плотина на реке Коломенка и вырывается пруд, который использовался для выращивания рыбы в специальных садках, поэтому деревня с крестьянами получает название Садки.
В начале XVIII века Пётр I передаёт земли во владение князю И. Ю. Трубецкому. До 1753 года о судьбе пруда известно мало, пока внучка князя Екатерина Голицына не распорядилась здесь выстроить двухэтажный дом с мезонином, реконструировать плотину и расширить пруд.

После 1800 года владельцем усадьбы становится генерал Александр Чесменский. В 1804 году новый владелец выстраивает у пруда фабрику сельскохозяйственных орудий и машин. С этого времени усадьба получает и своё второе название - Чесменская дача. Современник Чесменского С. П. Жихарев упоминает в своих дневниках:
Чесменский завёл прекрасную фабрику разных машин и орудий земледельческих. Тогда вошло в моду ездить на обозрение этой фабрики, и если бы дорога была лучше, то вся Москва поскакала бы любоваться заведением. Устройство на английский манер и много рабочих людей из англичан.
На топографической карте Москвы 1823 года (снятой в 1818 году офицерами Квартирмейстерской части) дача Чесменского обозначена как дача Давыдова, что вносит путаницу в количество усадеб у пруда. Существует мнение, что это две разные дачи. Почему в этот период дача носит название Давыдова — неизвестно.
До 1832 года усадьба сменила ещё двух владельцев и в итоге была продана купцу Игнатию Ивановичу Музилю, который построил здесь суконную и ситцевую фабрики. По некоторым сведениям, в 1838 году часть земель у пруда покупает купец К. Ф. Остеррид и устраивает здесь бумажно-набивную фабрику, но на топографических картах Москвы 1878—1878 годов на территории Чесменской дачи (село Садки) обозначены Суконная фабрика и Ситцевая фабрика.
В 1894 году на линии Курской ж.д. в 200 метрах от Чесменской дачи построена станция Чесменская (будущая платформа Текстильщики).
После революции 1917 года усадьба использовалась как Дом отдыха Союза текстильщиков, откуда и пошло современное название Текстильщики. Путеводители 1935 года свидетельствуют, что на территории Дома отдыха расположен большой и глубокий пруд, в котором водятся карась, линь и щука (рыбная ловля- только с разрешения администрации дома отдыха). Неподалёку располагался совхоз им. Горького и Научно-исследовательский овощной сельскохозяйственный институт. В 1960-70 гг. с началом строительства стадиона Москвич(АЗЛК), который был открыт в августе 1969 года, территория Чесменской дачи сильно видоизменилась, большая часть берега пруда была забетонирована от оползней (начало 1970 гг.), главное здание усадьбы снесено, а на месте дома был построен Дворец спорта «Москвич» (открыт в 1974 году).

## В настоящее время
В зимний период 2006—2007 годов по поручению мэра подрядная организация начала работы по очистке пруда Садки. 28 ноября 2006 года при очистке была обнаружена артиллерийская мина Второй мировой войны, которую обезвредили сотрудники милиции и сапёры. В ноябре также проводились масштабные работы по разрушению старых бетонных конструкций и установке новых укреплений берегов. В ходе этих работ был найден ещё один боеприпас – авиабомба времён Второй мировой войны. В 2004 году старые ивы по берегу пруда Садки были внесены в список Памятников природы Москвы.
| - Топографическая карта 1838 года - Современный пруд - Барский дом. 1899 год - Старые ивы на берегу пруда - Реконструкция пруда Садки в Москве, 2021 год |